# Kreuz-Friedhof

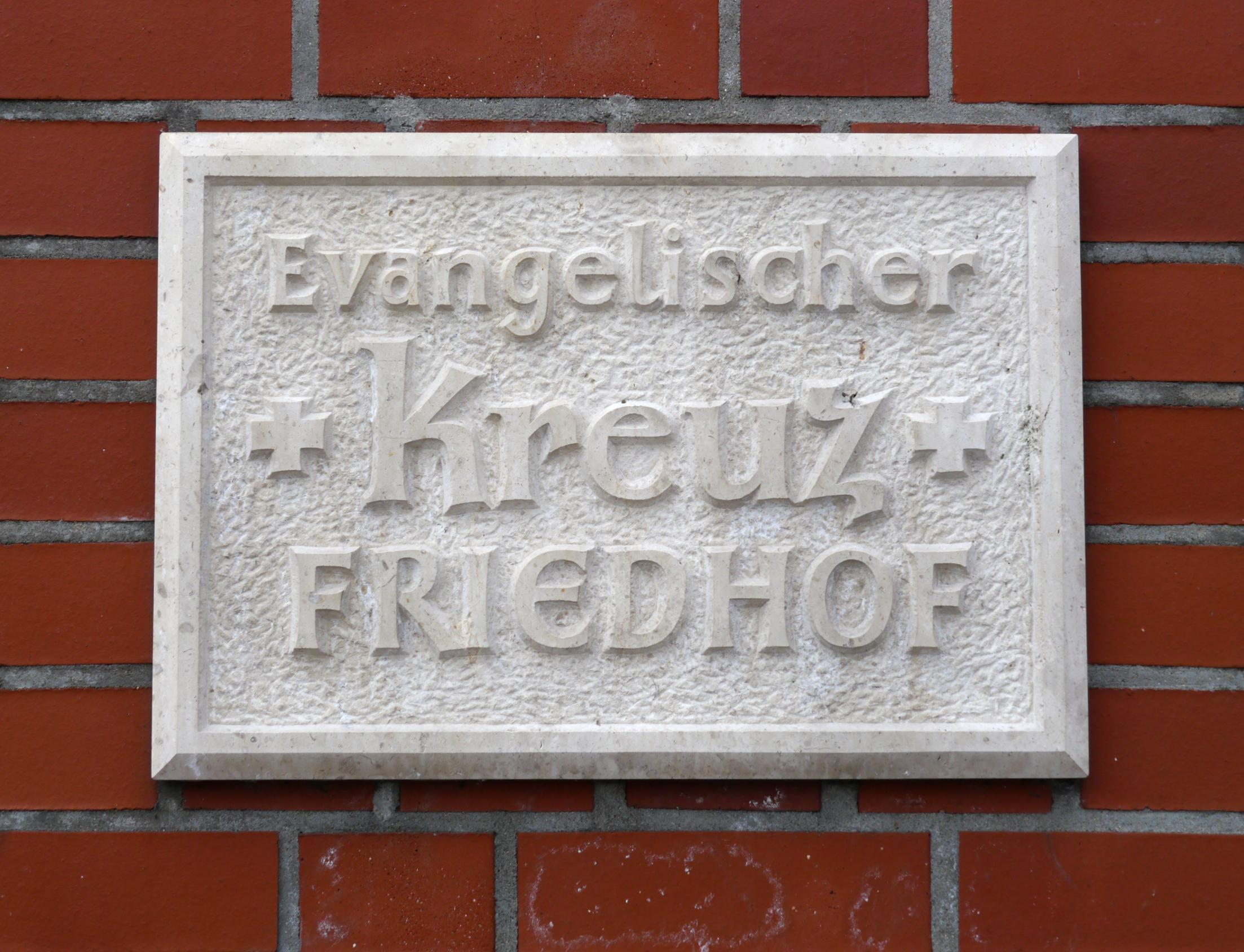
Eingangstafel des Kreuz-Friedhofs

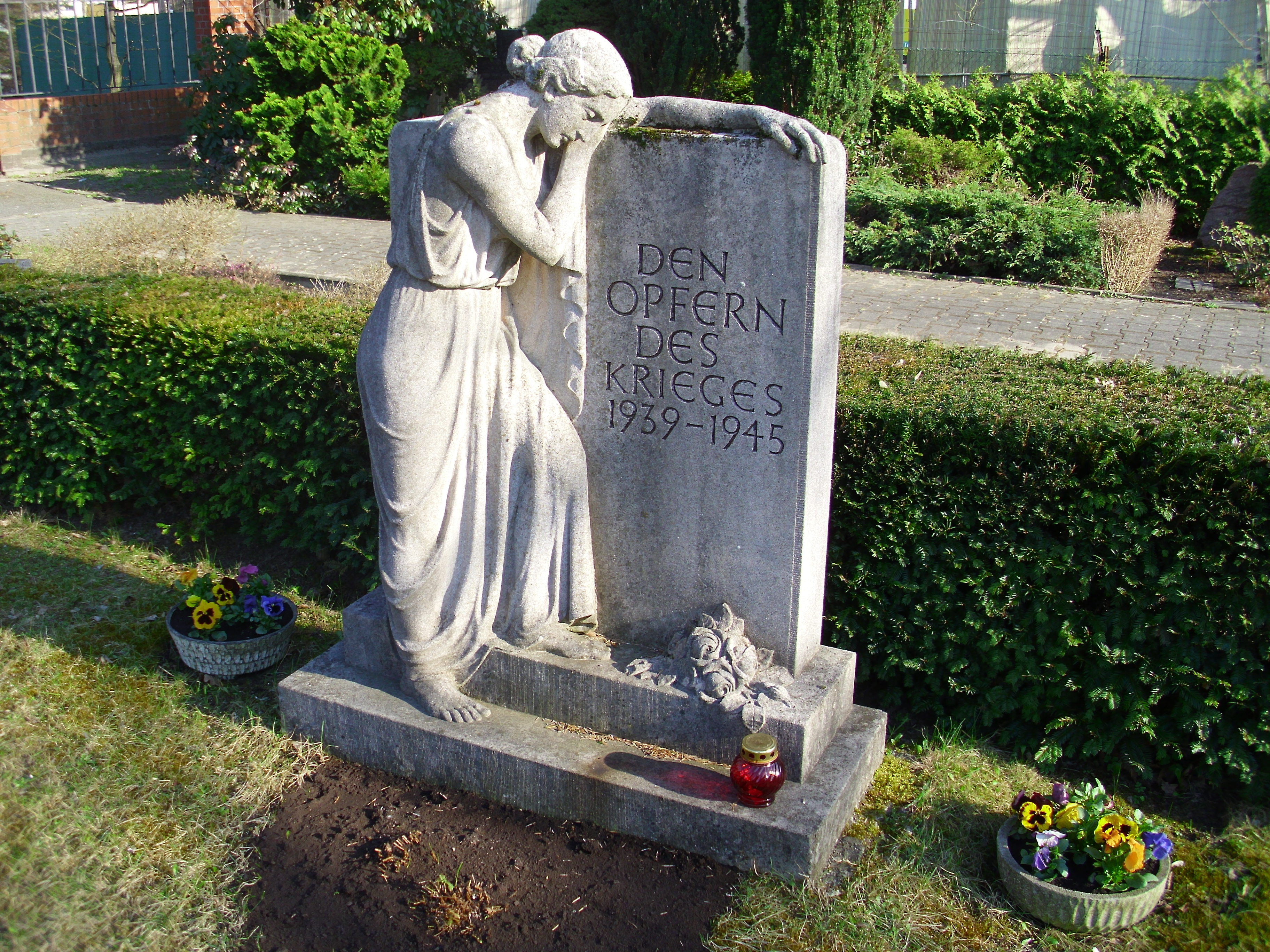
Gedenkstein „Den Opfern des Krieges 1939–1945“

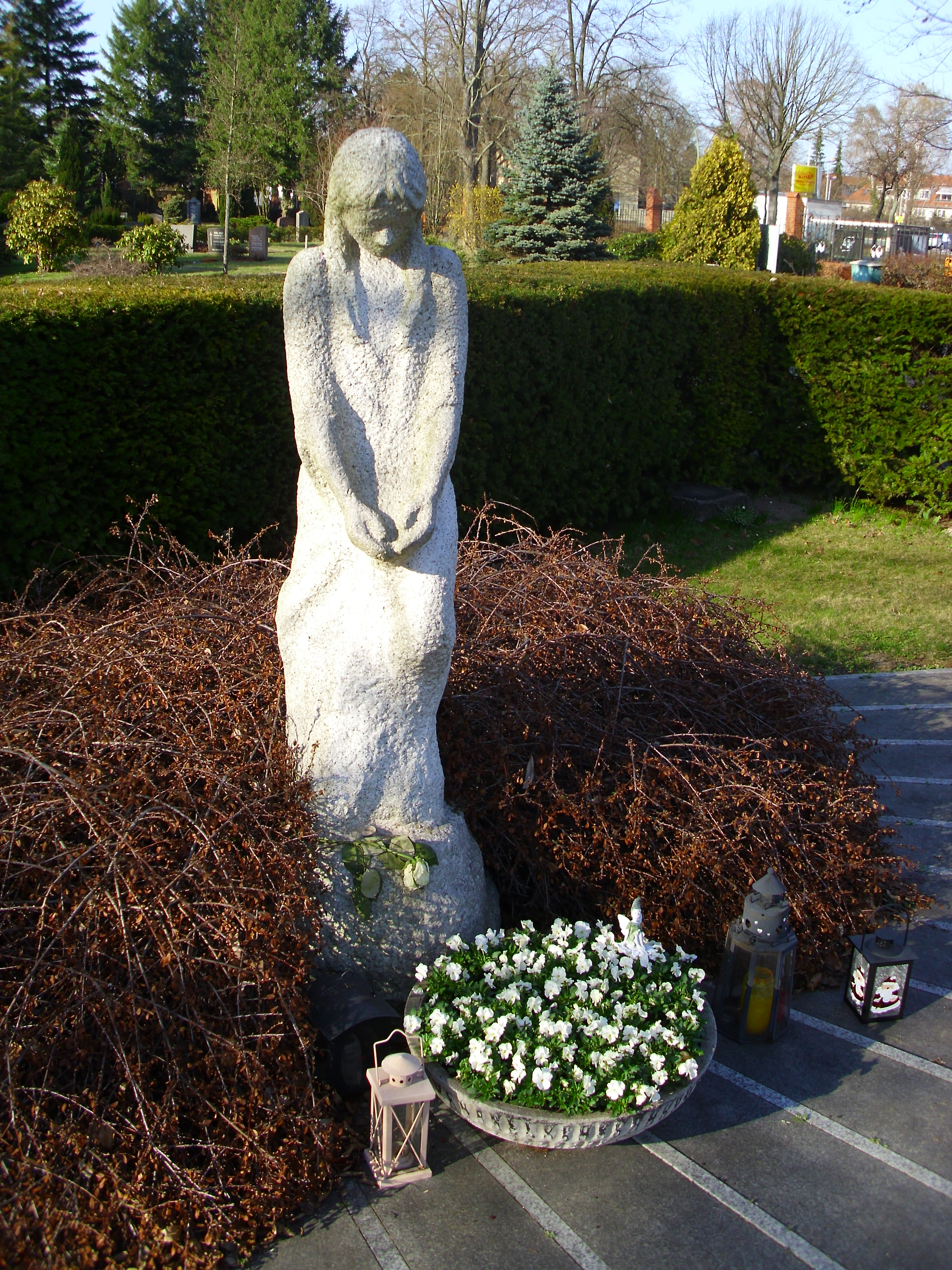
Engelsstatue der Tabea-Kinderbegräbnisstätte

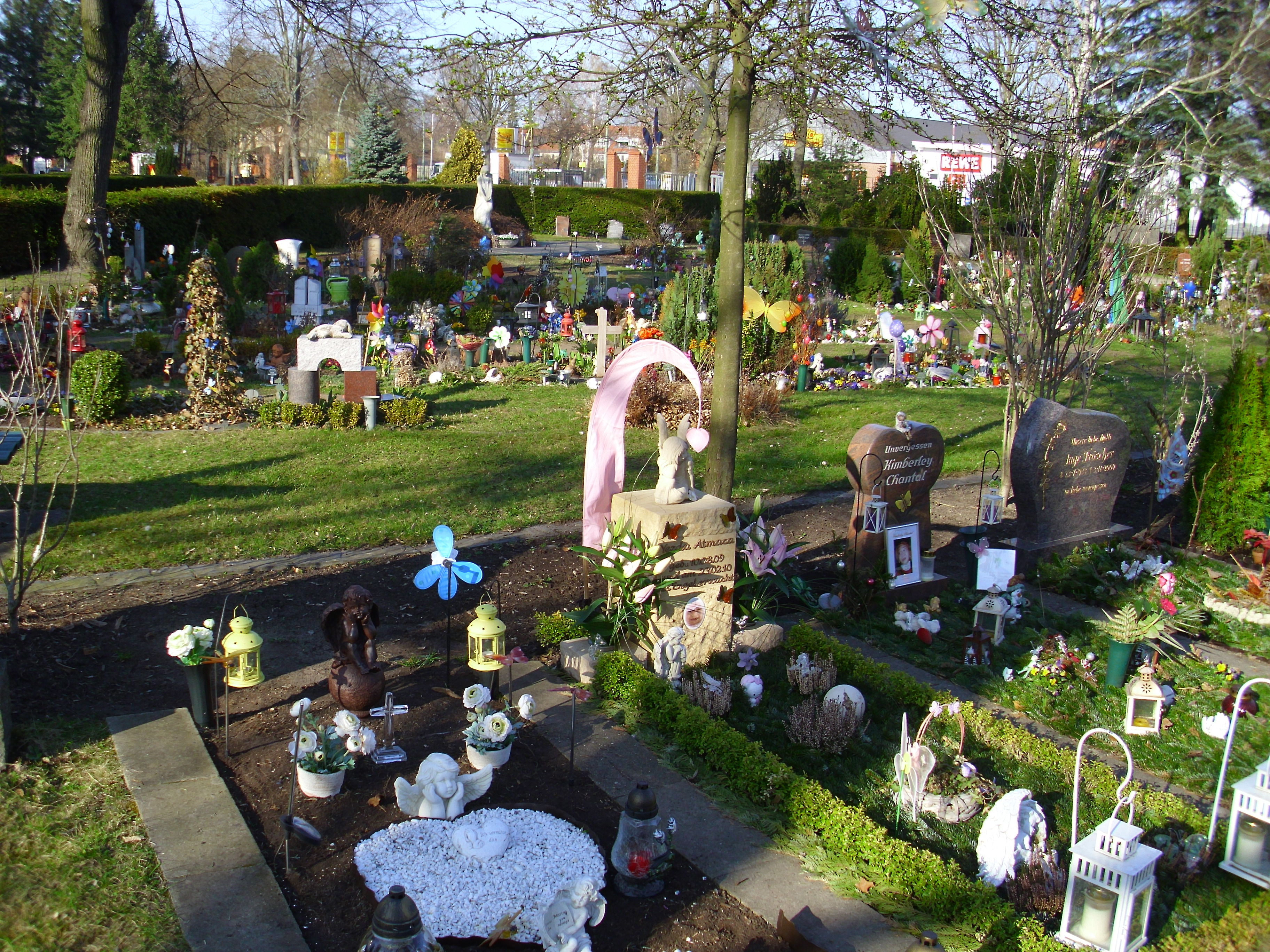
Farbenfrohe Tabea-Kinderbegräbnisstätte

Der Kreuz-Friedhof, auch Kreuzkirchhof, ist ein evangelischer Friedhof im Ortsteil Lankwitz des Berliner Bezirks Steglitz-Zehlendorf.
Er liegt an der Malteserstraße 123–133, unmittelbar neben dem Luther-Friedhof. Neben dem Haupteingang an der Malteserstraße gibt es einen Eingang an der Tambacher Straße. Über den 23.700 m² großen Friedhof führt einer der Berliner Hauptwanderwege, der Nord-Süd-Weg. Die Kinderbegräbnisstätte Tabea ist eine Abteilung auf dem Friedhof. Die Trauerfeiern für Beerdigungen auf dem Kreuzkirchhof finden in der Friedhofskapelle des Lutherkirchhofs statt.

## Geschichte
Der Kreuzkirchhof wurde 1930 angelegt, die erste Beerdigung fand am 15. August 1931 statt. Seit den 1950er Jahren steht der Friedhof unter gemeinsamer Verwaltung der drei evangelischen Kirchengemeinden Paul-Schneider, Dreifaltigkeit und Luther (Friedhofsverwaltung der Evangelischen Kirchengemeinden Lankwitz und Luther) und wird inzwischen von der gemeinsamen Friedhofskommission (Friedhofskommission der Evangelischen Kirchengemeinden Lankwitz und Luther) getragen.

## Kinderbegräbnisstätte Tabea
Als erste Kinderbegräbnisstätte in Berlin wurde am 24. April 2002 die Begräbnisanlage für fehl- und totgeborene Babys (sogenannte Sternenkinder) sowie verstorbene Kleinkinder (bis zum Kindergartenalter) auf dem Kreuz-Friedhof eröffnet. Namensgeberin ist die biblische Tabea.
Die Anlage ist familiengerecht angelegt, mit Sitzbänken und Buddelkiste. Zentral steht eine Engelsstatue, von der aus sich die Grabfelder sternförmig ausbreiten. Jedes der Kinder hat ein eigenes Grab.
Den Angehörigen, insbesondere den verwaisten Eltern, wird eine individuelle Betreuung durch die Initiatoren geboten. Die Initiatoren sind die Friedhofsverwaltung, die Bestatterin Ruth Strebhardt und der Verein TABEA e. V., dessen Schwerpunkttätigkeit die Trauerbegleitung ist. Schirmherrin war bis zu ihrem Ableben 2010 Hanna-Renate Laurien.

## Bedeutung für den Naturschutz
Der Friedhof zeichnet sich, wie auch der benachbarte Luther-Friedhof, mit dem er praktisch eine Einheit bildet, durch einen alten Baumbestand aus; der Übergang zum Luther-Friedhof erfolgt nahezu unmerklich bzw. fließend. Durch die ruhige Lage und die Inselfunktion im städtischen Umfeld haben beide Friedhöfe, wie die innerstädtischen Friedhöfe im Allgemeinen, eine große Bedeutung für den Arten- und Biotopschutz, nicht zuletzt als Lebens- und Nahrungsraum für nistende Singvögel.

## Gräber bekannter Persönlichkeiten
- Herbert Richter (1901–1944), Architekt, hingerichtet als Widerstandskämpfer – Ehrengrab des Landes Berlin
- Hermann Marchand (1864–1945), Jurist und Stadtentwickler
- Fritz Freymüller (1882–1950), Architekt, Gemeinde- und Stadtbaurat[8]
- Erna Maraun (1900–1959), Sozialpädagogin und Stadträtin